# Continental Cup der Nordischen Kombination 2022/23
Der Continental Cup der Nordischen Kombination 2022/23 war eine vom Weltskiverband FIS ausgetragene Wettkampfserie in der Nordischen Kombination. Für die Herren umfasste die Wettkampfserie, die als Unterbau zum Weltcup der Nordischen Kombination 2022/23 zum 31. Mal ausgetragen wurde, fünf Stationen in Europa. Bei den Frauen waren vier Stationen in Europa geplant, doch wie bei den Herren musste das Wochenende in Oberwiesenthal abgesagt werden. Schließlich fanden die Wettbewerbe an zwei Orten parallel zu jenen der Männer statt. Mitte Februar wurde zudem der historisch erste Supersprint im Wettkampfkalender einer FIS-Veranstaltung in der Nordischen Kombination ausgetragen. Die Saison begann am 9. Dezember 2022 in Lillehammer und endete am 19. März 2023 in Lahti.

## Austragungsorte
Mit Eisenerz, Lahti, Lillehammer und Ruka standen vier Austragungsstätten im Programm, die bereits im Vorjahr Continental-Cup-Rennen veranstaltet hatten. Neu hinzu kamen Rena und Oberstdorf. Die grünen Punkte markieren diejenigen Austragungsorte, an denen Männer und Frauen parallel Wettkämpfe veranstalteten.
| Lahti |

| Eisenerz |

| Lillehammer |

| Rena |

| Ruka |

| Oberstdorf |

## Herren

### Continental-Cup-Übersicht
| Datum        | Austragungsort | Disziplin                 | Sieger                                       | Zweiter                                      | Dritter                                  |
| ------------ | -------------- | ------------------------- | -------------------------------------------- | -------------------------------------------- | ---------------------------------------- |
| 16.12.2022   | Ruka           | 10 km Massenstart/HS142   | Terence Weber                                | Manuel Einkemmer                             | Simen Tiller                             |
| 17.12.2022   | Ruka           | 10 km Massenstart/HS142   | Terence Weber                                | Christian Deuschl                            | Florian Kolb                             |
| 18.12.2022   | Ruka           | HS142/10 km Gundersen     | Terence Weber                                | Christian Deuschl                            | Aleksander Skoglund                      |
| 18.02.2023   | Rena           | HS109/1 km Supersprint    | Thomas Rettenegger                           | Sebastian Østvold                            | Jakob Eiksund Sæthre                     |
| 18.02.2023   | Rena           | HS109/10 km Gundersen     | Sebastian Østvold                            | Terence Weber                                | Manuel Einkemmer                         |
| 19.02.2023   | Rena           | HS139/10 km Gundersen     | Einar Lurås Oftebro                          | Terence Weber                                | Thomas Rettenegger                       |
| 24.02.2023 1 | Oberstdorf     | 10 km Massenstart/HS137   | Einar Lurås Oftebro                          | Terence Weber                                | Manuel Einkemmer                         |
| 25.02.2023   | Oberstdorf     | HS137/10 km Gundersen     | Einar Lurås Oftebro                          | Wendelin Thannheimer                         | Espen Bjørnstad                          |
| 26.02.2023   | Oberstdorf     | HS137/10 km Gundersen     | Terence Weber                                | Manuel Einkemmer                             | David Mach                               |
| 03.03.2023   | Eisenerz       | HS109/10 km Gundersen     | Wendelin Thannheimer                         | Manuel Einkemmer                             | David Mach                               |
| 05.03.2023   | Eisenerz       | HS109/10 km Gundersen     | Wendelin Thannheimer                         | Jakob Lange                                  | Manuel Einkemmer                         |
| 17.03.2023   | Lahti          | HS130/10 km Gundersen     | Andreas Skoglund                             | Terence Weber                                | Wendelin Thannheimer                     |
| 18.03.2023   | Lahti          | HS130/10 km Gundersen     | Terence Weber                                | Wendelin Thannheimer                         | Fabio Obermeyr                           |
| 19.03.2023   | Lahti          | HS130/2×7,5 km Teamsprint | Deutschland IWendelin Thannheimer David Mach | Österreich IFabio Obermeyr Christian Deuschl | Deutschland IISimon Mach Richard Stenzel |
| 25.03.2023   | Oberwiesenthal | HS106/10 km Gundersen     | Wettkämpfe abgesagt                          | Wettkämpfe abgesagt                          | Wettkämpfe abgesagt                      |
| 26.03.2023   | Oberwiesenthal | HS106/10 km Gundersen     | Wettkämpfe abgesagt                          | Wettkämpfe abgesagt                          | Wettkämpfe abgesagt                      |

### Wertungen
| Rang | Name                  | Punkte |
| ---- | --------------------- | ------ |
| 01.  | Terence Weber         | 875    |
| 02.  | Wendelin Thannheimer  | 577    |
| 03.  | Manuel Einkemmer      | 575    |
| 04.  | David Mach            | 532    |
| 05.  | Sebastian Østvold     | 466    |
| 06.  | Einar Lurås Oftebro   | 431    |
| 07.  | Kasper Moen Flatla    | 392    |
| 08.  | Christian Deuschl     | 391    |
| 09.  | Christian Frank       | 349    |
| 10.  | Thomas Rettenegger    | 302    |
| 11.  | Florian Kolb          | 275    |
| 12.  | Per Skjæret Strømhaug | 271    |
| 13.  | Simon Mach            | 254    |
| 14.  | Maël Tyrode           | 252    |
| 15.  | Aleksander Skoglund   | 199    |
| 16.  | Jakob Eiksund Sæthre  | 196    |
| 17.  | Pirmin Maier          | 162    |
| 18.  | Niklas Malacinski     | 158    |
| 19.  | Marius Solvik         | 156    |
| 20.  | Torje Seljeset        | 155    |
| 21.  | Simen Tiller          | 152    |
| 22.  | Fabio Obermeyr        | 139    |
| 23.  | Espen Bjørnstad       | 131    |

| Rang | Name                | Punkte |
| ---- | ------------------- | ------ |
| 24.  | Andreas Ottesen     | 122    |
| 25.  | Jesse Pääkkönen     | 120    |
| 26.  | Iacopo Bortolas     | 112    |
| 27.  | Aaron Kostner       | 110    |
| 28.  | Richard Stenzel     | 103    |
| 29.  | Andreas Skoglund    | 100    |
| 30.  | Edgar Vallet        | 088    |
| 31.  | Jakob Lange         | 080    |
| 32.  | Otto Niittykoski    | 076    |
|      | Marc-Luis Rainer    | 076    |
| 34.  | Gaël Blondeau       | 073    |
| 35.  | Emil Ottesen        | 065    |
| 36.  | Jan Andersen        | 057    |
| 37.  | Tristan Sommerfeldt | 053    |
|      | Kilian Gütl         | 053    |
| 39.  | Pascal Müller       | 051    |
| 40.  | Dmytro Masurtschuk  | 050    |
| 41.  | Shōgo Azegami       | 047    |
| 42.  | Domenico Mariotti   | 042    |
| 43.  | Emil Vilhelmsen     | 039    |
| 44.  | Nick Schönfeld      | 038    |
| 45.  | Tom Michaud         | 036    |
| 46.  | Tschingis Rakparow  | 033    |

| Rang | Name                    | Punkte |
| ---- | ----------------------- | ------ |
| 47.  | Jørgen Berget Storsveen | 029    |
| 48.  | Lukáš Doležal           | 027    |
| 49.  | Rasmus Ähtävä           | 024    |
|      | Herman Happonen         | 024    |
| 51.  | Grant Andrews           | 023    |
|      | Benedikt Gräbert        | 023    |
| 53.  | Valtteri Holopainen     | 021    |
|      | Jonas Fischbacher       | 021    |
| 55.  | Sebastian Brandner      | 020    |
| 56.  | Carter Brubaker         | 019    |
| 57.  | Tom Rochat              | 017    |
| 58.  | Eidar Johan Strøm       | 013    |
| 59.  | Paul Walcher            | 012    |
| 60.  | Manuel Senoner          | 011    |
| 61.  | Atsushi Narita          | 009    |
|      | Nick Siegemund          | 009    |
|      | Erik Lynch              | 009    |
| 64.  | Waltteri Karhumaa       | 006    |
| 65.  | Robert Lee              | 004    |
| 66.  | Severin Reiter          | 003    |
| 67.  | Witalij Hrebenjuk       | 001    |

| Endstand |                    |        |
| \| Rang \| Name \| Punkte \| \| ---- \| ------------------ \| ------ \| \| 01. \| Deutschland \| 3512 \| \| 02. \| Norwegen \| 3142 \| \| 03. \| Österreich \| 2217 \| \| 04. \| Frankreich \| 0641 \| \| 05. \| Italien \| 0375 \| \| 06. \| Finnland \| 0371 \| \| 07. \| Vereinigte Staaten \| 0284 \| \| 08. \| Japan \| 0056 \| \| 09. \| Schweiz \| 0051 \| \| \| Ukraine \| 0051 \| \| 11. \| Kasachstan \| 0033 \| \| 12. \| Tschechien \| 0027 \| \| 13. \| Estland \| 0004 \| |                    |        |
| Rang | Name               | Punkte |
| 01. | Deutschland        | 3512   |
| 02. | Norwegen           | 3142   |
| 03. | Österreich         | 2217   |
| 04. | Frankreich         | 0641   |
| 05. | Italien            | 0375   |
| 06. | Finnland           | 0371   |
| 07. | Vereinigte Staaten | 0284   |
| 08. | Japan              | 0056   |
| 09. | Schweiz            | 0051   |
| | Ukraine            | 0051   |
| 11. | Kasachstan         | 0033   |
| 12. | Tschechien         | 0027   |
| 13. | Estland            | 0004   |

## Damen

### Continental-Cup-Übersicht
| Datum      | Austragungsort | Disziplin              | Siegerin             | Zweite              | Dritte              |
| ---------- | -------------- | ---------------------- | -------------------- | ------------------- | ------------------- |
| 09.12.2022 | Lillehammer    | HS100/5 km Gundersen   | Gyda Westvold Hansen | Ida Marie Hagen     | Léna Brocard        |
| 10.12.2022 | Lillehammer    | HS100/5 km Gundersen   | Gyda Westvold Hansen | Ida Marie Hagen     | Annika Malacinski   |
| 18.02.2023 | Rena           | HS111/1 km Supersprint | Trine Göpfert        | Daniela Dejori      | Veronica Gianmoena  |
| 18.02.2023 | Rena           | HS109/5 km Gundersen   | Daniela Dejori       | Annika Malacinski   | Sophia Maurus       |
| 19.02.2023 | Rena           | HS109/7,5 km Gundersen | Sophia Maurus        | Trine Göpfert       | Annika Malacinski   |
| 03.03.2023 | Eisenerz       | HS109/5 km Gundersen   | Svenja Würth         | Léna Brocard        | Claudia Purker      |
| 05.03.2023 | Eisenerz       | HS109/5 km Gundersen   | Léna Brocard         | Cindy Haasch        | Claudia Purker      |
| 25.03.2023 | Oberwiesenthal | HS106/5 km Gundersen   | Wettkämpfe abgesagt  | Wettkämpfe abgesagt | Wettkämpfe abgesagt |
| 26.03.2023 | Oberwiesenthal | HS106/5 km Gundersen   | Wettkämpfe abgesagt  | Wettkämpfe abgesagt | Wettkämpfe abgesagt |

### Wertungen
| Rang | Name                 | Punkte |
| ---- | -------------------- | ------ |
| 01.  | Sophia Maurus        | 329    |
| 02.  | Annika Malacinski    | 326    |
| 03.  | Joanna Kil           | 266    |
| 04.  | Daniela Dejori       | 260    |
| 05.  | Léna Brocard         | 240    |
| 06.  | Ingrid Låte          | 222    |
| 07.  | Trine Göpfert        | 212    |
| 08.  | Claudia Purker       | 206    |
| 09.  | Gyda Westvold Hansen | 200    |
| 10.  | Ida Marie Hagen      | 160    |
| 11.  | Hanna Midtsundstad   | 153    |
| 12.  | Thea Øihaugen        | 137    |
| 13.  | Kjersti Græsli       | 136    |

| Rang | Name                       | Punkte |
| ---- | -------------------------- | ------ |
| 14.  | Alexa Brabec               | 130    |
|      | Cindy Haasch               | 130    |
| 16.  | Veronica Gianmoena         | 110    |
| 17.  | Svenja Würth               | 100    |
| 18.  | Anne Häckel                | 090    |
|      | Annalena Slamik            | 090    |
| 20.  | Greta Pinzani              | 081    |
| 21.  | Giada Delugan              | 073    |
| 22.  | Laura Pletz                | 072    |
| 23.  | Tess Arnone                | 070    |
| 24.  | Anja Rathgeb               | 069    |
| 25.  | Teja Pavec                 | 065    |
| 26.  | Ingvild Synnøve Midtskogen | 058    |

| Rang | Name              | Punkte |
| ---- | ----------------- | ------ |
| 27.  | Mille Marie Hagen | 056    |
| 28.  | Marte Leinan Lund | 050    |
|      | Lilly Großmann    | 050    |
| 30.  | Eva Hubinger      | 046    |
| 31.  | Silva Verbič      | 040    |
| 32.  | Anna Senoner      | 035    |
| 33.  | Romane Baud       | 024    |
| 34.  | Elisa Deubler     | 023    |
| 35.  | Clara Mentil      | 022    |
| 36.  | Brina Sušnik      | 021    |
| 37.  | Zala Mihelčić     | 019    |

## Mixed

### Continental-Cup-Übersicht
| Datum      | Austragungsort | Disziplin              | Sieger                                                               | Zweiter                                                                | Dritter                                                                     |
| ---------- | -------------- | ---------------------- | -------------------------------------------------------------------- | ---------------------------------------------------------------------- | --------------------------------------------------------------------------- |
| 04.03.2023 | Eisenerz       | HS109/2×5 km, 2×2,5 km | DeutschlandDavid Mach Cindy Haasch Svenja Würth Wendelin Thannheimer | ÖsterreichManuel Einkemmer Annalena Slamik Claudia Purker Florian Kolb | NorwegenTorje Seljeset Ingrid Låte Hanna Midtsundstad Per Skjæret Strømhaug |